# Carpentras
Carpentras é uma comuna francesa na região administrativa da Provença-Alpes-Costa Azul, no departamento de Vaucluse. Estende-se por uma área de 37,92 km². Em 2010 a comuna tinha 29 564 habitantes (densidade: 779,6 hab./km²).